# Regla del fin del mundo

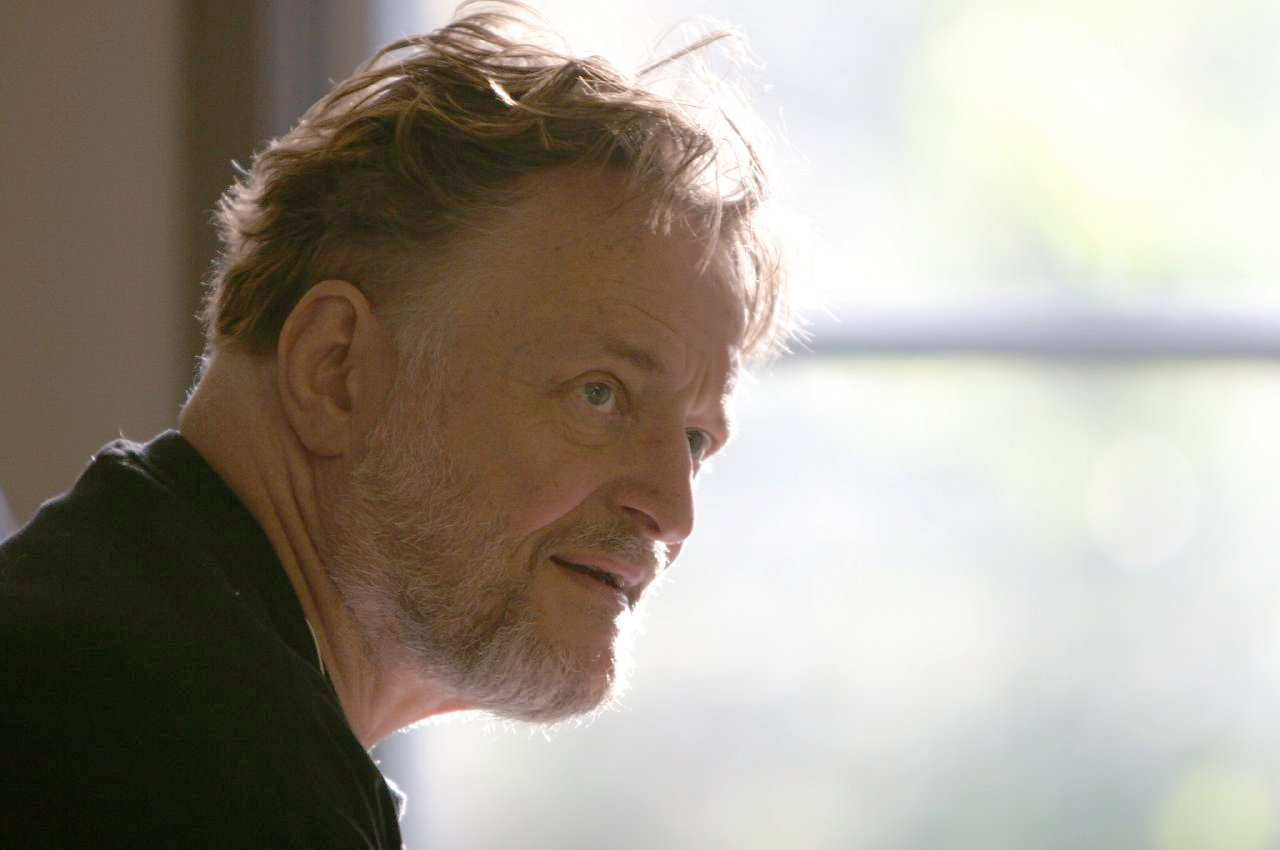
John Conway, inventor del algoritmo del fin del mundo

La regla del día del juicio final (Doomsday rule o Doomsday algorithm, en inglés) es un método para el cálculo del día de la semana en el que cae una fecha determinada, optimizado para el cálculo mental. Se basa principalmente en el hecho de que ciertos conjuntos de fechas comparten, dentro de un mismo año, el día de la semana en el que caen. Por ejemplo, si el 04/04 de un año cae martes, también lo será el 06/06, el 08/08, etc. Proporciona un calendario perpetuo porque el calendario gregoriano se mueve en ciclos de 400 años. El algoritmo para el cálculo mental fue ideado por John Conway en 1973, inspirándose en el algoritmo del calendario perpetuo de Lewis Carroll. Aprovecha que cada año tiene un determinado día de la semana en el que caen ciertas fechas fáciles de recordar, llamadas los días del juicio final; por ejemplo, el último día de febrero, 4/4, 6/6, 8/8, 10/10 y 12/12 ocurren en el mismo día de la semana en cualquier año. La aplicación del algoritmo Doomsday implica tres pasos: Determinación del día ancla para el siglo, cálculo del día ancla para el año a partir de la fecha del siglo y selección de la fecha más cercana entre las que siempre caen en el día del juicio final, por ejemplo, 4/4 y 6/6, y contar el número de días (módulo 7) entre esa fecha y la fecha en cuestión para llegar al día de la semana. La técnica se aplica tanto al calendario gregoriano como al calendario juliano, aunque sus días del juicio final suelen ser días diferentes de la semana.
El algoritmo es lo suficientemente simple como para poder calcularlo mentalmente. Conway normalmente podía dar la respuesta correcta en menos de dos segundos. Para mejorar su velocidad, practicó sus cálculos de calendario en su computadora, que estaba programada para hacerle preguntas con fechas aleatorias cada vez que se conectaba.

## Historia
El algoritmo fue creado por el matemático inglés John Conway y publicado en 1982.

## Días de anclaje para algunos años contemporáneos
El día de anclaje de Doomsday para el año 2025 en el calendario gregoriano es el viernes. Para algunos otros años contemporáneos:
| Lun  | Mar  | Mié  | Jue  | Vie  | Sáb  | Dom  |
| ---- | ---- | ---- | ---- | ---- | ---- | ---- |
| 1898 | 1899 | 1900 | 1901 | 1902 | 1903 | →    |
| 1904 | 1905 | 1906 | 1907 | →    | 1908 | 1909 |
| 1910 | 1911 | →    | 1912 | 1913 | 1914 | 1915 |
| →    | 1916 | 1917 | 1918 | 1919 | →    | 1920 |
| 1921 | 1922 | 1923 | →    | 1924 | 1925 | 1926 |
| 1927 | →    | 1928 | 1929 | 1930 | 1931 | →    |
| 1932 | 1933 | 1934 | 1935 | →    | 1936 | 1937 |
| 1938 | 1939 | →    | 1940 | 1941 | 1942 | 1943 |
| →    | 1944 | 1945 | 1946 | 1947 | →    | 1948 |
| 1949 | 1950 | 1951 | →    | 1952 | 1953 | 1954 |
| 1955 | →    | 1956 | 1957 | 1958 | 1959 | →    |
| 1960 | 1961 | 1962 | 1963 | →    | 1964 | 1965 |
| 1966 | 1967 | →    | 1968 | 1969 | 1970 | 1971 |
| →    | 1972 | 1973 | 1974 | 1975 | →    | 1976 |
| 1977 | 1978 | 1979 | →    | 1980 | 1981 | 1982 |
| 1983 | →    | 1984 | 1985 | 1986 | 1987 | →    |
| 1988 | 1989 | 1990 | 1991 | →    | 1992 | 1993 |
| 1994 | 1995 | →    | 1996 | 1997 | 1998 | 1999 |
| →    | 2000 | 2001 | 2002 | 2003 | →    | 2004 |
| 2005 | 2006 | 2007 | →    | 2008 | 2009 | 2010 |
| 2011 | →    | 2012 | 2013 | 2014 | 2015 | →    |
| 2016 | 2017 | 2018 | 2019 | →    | 2020 | 2021 |
| 2022 | 2023 | →    | 2024 | 2025 | 2026 | 2027 |
| →    | 2028 | 2029 | 2030 | 2031 | →    | 2032 |
| 2033 | 2034 | 2035 | →    | 2036 | 2037 | 2038 |
| 2039 | →    | 2040 | 2041 | 2042 | 2043 | →    |
| 2044 | 2045 | 2046 | 2047 | →    | 2048 | 2049 |
| 2050 | 2051 | →    | 2052 | 2053 | 2054 | 2055 |
| →    | 2056 | 2057 | 2058 | 2059 | →    | 2060 |
| 2061 | 2062 | 2063 | →    | 2064 | 2065 | 2066 |
| 2067 | →    | 2068 | 2069 | 2070 | 2071 | →    |
| 2072 | 2073 | 2074 | 2075 | →    | 2076 | 2077 |
| 2078 | 2079 | →    | 2080 | 2081 | 2082 | 2083 |
| →    | 2084 | 2085 | 2086 | 2087 | →    | 2088 |
| 2089 | 2090 | 2091 | →    | 2092 | 2093 | 2094 |
| 2095 | →    | 2096 | 2097 | 2098 | 2099 | 2100 |

La tabla se llena horizontalmente, saltando una columna por cada año bisiesto. Esta tabla tiene un ciclo cada 28 años, excepto en el calendario gregoriano en años que son múltiplos de 100 (como 1900, que no es un año bisiesto) que no son también múltiplos de 400 (como 2000, que sigue siendo un año bisiesto). El ciclo completo es de 28 años (1461 semanas) en el calendario juliano, 400 años (20 871 semanas) en el calendario gregoriano.

## Fechas memorables que siempre suceden en un Día del Juicio
Uno puede encontrar el día de la semana de una fecha determinada del calendario utilizando un día del juicio final cercano como punto de referencia. Para ayudar con esto, la siguiente es una lista de fechas fáciles de recordar para cada mes que siempre aterriza en el día del juicio final.
Como se mencionó anteriormente, el último día de febrero define el día del juicio final. Para enero, el 3 de enero es un día del juicio final durante los años comunes y el 4 de enero un día del juicio final durante los años bisiestos, que se puede recordar como "el 3 durante 3 años en 4 y el 4 en el 4 º año". Para marzo, uno puede recordar la pseudo-fecha "marzo 0", que se refiere al día anterior al 1 de marzo, es decir, el último día de febrero.
Para los meses de abril a diciembre, los meses pares están cubiertos por las fechas dobles 4/4, 6/6, 8/8, 10/10 y 12/12, todas las cuales caen en el día del juicio final. Los meses impares se pueden recordar con la nemotécnica "Trabajo de 9 a 5 en el 7-11", es decir, 9/5, 7/11, y también 5/9 y 11/7, son todos los días del juicio final (esto es verdadero para las convenciones de Día/Mes y Mes/Día).
Varios días festivos comunes también son el día del juicio final. El cuadro a continuación incluye solo las fechas cubiertas por los mnemónicos en las fuentes enumeradas. 
| Mes        | Fecha memorable                                        | Mes/día     | Mnemotécnico                           | Lista completa de días                |
| ---------- | ------------------------------------------------------ | ----------- | -------------------------------------- | ------------------------------------- |
| Enero      | Enero 3 (años comunes), Enero 4 (años bisiestos)       | 1/3 O 1/4   | la 3ª 3 años en 4 y el cuarto en el 4º | 3, 10, 17, 24, 31 O 4, 11, 18, 25, 32 |
| Febrero    | Febrero 28 (años comunes), febrero 29 (años bisiestos) | 2/28 O 2/29 | último día de febrero                  | 0, 7, 14, 21, 28 O 1, 8, 15, 22, 29   |
| Marzo      | "Marzo 0" or Marzo 14                                  | 3/0 o 3/14  | "Día Pi" 14/3                          | 0, 7, 14, 21, 28                      |
| Abril      | Abril 4                                                | 4/4         | 4/4, 6/6, 8/8, 10/10, 12/12            | 4, 11, 18, 25, 32                     |
| Mayo       | Mayo 9                                                 | 5/9         | 9 a 5 a las 7-11                       | 2, 9, 16, 23, 30                      |
| Junio      | Junio 6                                                | 6/6         | 4/4, 6/6, 8/8, 10/10, 12/12            | 6, 13, 20, 27                         |
| Julio      | Julio 11                                               | 7/11        | 9 a 5 a las 7-11                       | 4, 11, 18, 25, 32                     |
| Agosto     | Agosto 8                                               | 8/8         | 4/4, 6/6, 8/8, 10/10, 12/12            | 1, 8, 15, 22, 29                      |
| Septiembre | Septiembre 5                                           | 9/5         | 9 a 5 a las 7-11                       | 5, 12, 19, 26                         |
| Octubre    | Octubre 10                                             | 10/10       | 4/4, 6/6, 8/8, 10/10, 12/12            | 3, 10, 17, 24, 31                     |
| Noviembre  | Noviembre 7                                            | 11/7        | 9 a 5 a las 7-11                       | 0, 7, 14, 21, 28                      |
| Diciembre  | Diciembre 12                                           | 12/12       | 4/4, 6/6, 8/8, 10/10, 12/12            | 5, 12, 19, 26                         |

Dado que el día del juicio final para un año en particular está directamente relacionado con los días de la semana de las fechas en el período de marzo a febrero del año siguiente, los años comunes y los años bisiestos deben distinguirse para enero y febrero del mismo año.
| Mes | M  | Día del Juicio Final | Día del Juicio Final | Día del Juicio Final |
| --- | -- | -------------------- | -------------------- | -------------------- |
| Ene | 1  | 3/4                  | C/L                  | C/D                  |
| Feb | 2  | 0/1                  | C/L                  | C/D                  |
| Mar | 3  | 7/0                  | M + 4                | Día C                |
| May | 5  | 9                    | M + 4                | Día C                |
| Jul | 7  | 11                   | M + 4                | Día C                |
| Sep | 9  | 5                    | M - 4                | Día C                |
| Nov | 11 | 7                    | M - 4                | Día C                |
| Jan | 13 | 9/2                  | M - 4                | Día B                |
| Abr | 4  | 4                    | M                    | Día C                |
| Jun | 6  | 6                    | M                    | Día C                |
| Ago | 8  | 8                    | M                    | Día C                |
| Oct | 10 | 10                   | M                    | Día C                |
| Dic | 12 | 12                   | M                    | Día C                |
| Feb | 14 | 13/-1                | M - 1                | Día B                |

Enero y febrero pueden tratarse como los dos últimos meses del año anterior.

### Ejemplo
Para saber qué día de la semana fue el día de Navidad de 2018, proceda de la siguiente manera: en el año 2018, el día del juicio final fue el miércoles. Dado que el 12 de diciembre es un día del juicio final, el 25 de diciembre, trece días después (dos semanas menos al día), cayó en martes. El día de Navidad es siempre el día antes del fin del mundo. Además, el 4 de julio (Día de la Independencia de EE. UU.) es siempre un día del juicio final, al igual que Halloween (31 de octubre), el Día de Pi (14 de marzo), el Boxing Day (26 de diciembre) y el inicio de la guerra civil española (18 de julio).

## Nombres mnemotécnicos de los días de la semana
Dado que este algoritmo implica tratar los días de la semana como números módulo 7, John Conway sugirió pensar en los días de la semana como "Ninguno"; o como "Sansday" (para el domingo), "Oneday", "Twoday", "Treblesday", "Foursday", "Fiveday" y "Six-a-day" para recordar la relación número-día de la semana sin necesidad de contarlos en la cabeza. 
| día de la semana | Número de índice | Mnemotécnico      |
| ---------------- | ---------------- | ----------------- |
| Domingo          | 0                | Noneday o Sansday |
| Lunes            | 1                | Oneday            |
| Martes           | 2                | Twosday           |
| Miércoles        | 3                | Treblesday        |
| Jueves           | 4                | Foursday          |
| Viernes          | 5                | Fiveday           |
| Sábado           | 6                | Six-a-day         |

Hay algunos idiomas, como los eslavos, el griego, el portugués, el gallego, el hebreo y el chino, que basan algunos de los nombres de los días de la semana en su orden posicional.

## Encontrar el día ancla de un año
Primero tomar el ancla del siglo. Para los propósitos de la regla del fin del mundo, un siglo comienza con el '00 y termina con el '99.
Para los siglos 0 mod 4 (siglos XX, XXIV, XXVIII...) el día ancla es 3 (miércoles)
Para los siglos 1 mod 4 (siglos XVII, XXI, XXV...) el día ancla es 2 (martes)
Para los siglos 2 mod 4 (siglos XVIII, XXII, XXVI...) el día ancla es 0 (domingo)
Para los siglos 3 mod 4 (siglos XIX, XXIII, XXVII...) el día ancla es 5 (viernes)
Para el calendario gregoriano:
Fórmula matemática
((c+(c // 4))+(ancla siglo)) mod 7 = Ancla Año
Algorítmico
sea r = c mod 4
si r = 0 entonces ancla = martes
si r = 1 entonces ancla = domingo
si r = 2 entonces ancla = viernes
si r = 3 entonces ancla = miércoles
Para el calendario juliano:
6c mod 7 + Domingo = ancla.
Nota: c = ⌊año100⌋.
A continuación, busque el día ancla del año. Para lograr eso de acuerdo con Conway:
1. Divida los dos últimos dígitos del año (llame a esto y) por 12 y sea a el piso del cociente.
2. Sea b el resto del mismo cociente.
3. Divida ese resto entre 4 y sea c el piso del cociente.
4. Sea d la suma de los tres números (d = a + b + c). (Aquí es posible nuevamente dividir por siete y tomar el resto. Este número es equivalente, como debe ser, a la suma de los dos últimos dígitos del año tomados colectivamente más el piso de esos dígitos colectivos dividido por cuatro)
5. Cuente hacia adelante el número especificado de días (d o el resto de d7) desde el día ancla para obtener el del año.

{\displaystyle {\begin{matrix}\left({\left\lfloor {\frac {y}{12}}\right\rfloor +y{\bmod {1}}2+\left\lfloor {\frac {y{\bmod {1}}2}{4}}\right\rfloor }\right){\bmod {7}}+{\rm {{ancla}={\rm {Doomsday}}}}\end{matrix}}}
Para el año 1966 del siglo XX, por ejemplo:
{\displaystyle {\begin{matrix}\left({\left\lfloor {\frac {66}{12}}\right\rfloor +66{\bmod {1}}2+\left\lfloor {\frac {66{\bmod {1}}2}{4}}\right\rfloor }\right){\bmod {7}}+{\rm {Miercoles}}&=&\left(5+6+1\right){\bmod {7}}+{\rm {Miercoles}}\\\ &=&{\rm {Lunes}}\end{matrix}}}
Como se describe en el punto 4 anterior, esto equivale a:
{\displaystyle {\begin{matrix}\left({66+\left\lfloor {\frac {66}{4}}\right\rfloor }\right){\bmod {7}}+{\rm {Miercoles}}&=&\left(66+16\right){\bmod {7}}+{\rm {Miercoles}}\\\ &=&{\rm {Lunes}}\end{matrix}}}
Así que el fin del mundo en 1966 cayó el lunes.
Del mismo modo, el día del juicio final en 2005 es un lunes:
{\displaystyle \left({\left\lfloor {\frac {5}{12}}\right\rfloor +5{\bmod {1}}2+\left\lfloor {\frac {5{\bmod {1}}2}{4}}\right\rfloor }\right){\bmod {7}}+{\rm {{Martes}={\rm {Lunes}}}}}

### Por qué funciona

Regla del fin del mundo

El cálculo del día ancla del día del juicio final consiste efectivamente en calcular el número de días entre una fecha determinada en el año base y la misma fecha en el año actual, luego tomando el módulo restante 7. Cuando ambas fechas vienen después del día bisiesto (si lo hay), el diferencia es sólo 365y + y4 (rounded down). (redondeado hacia abajo). Pero 365 es igual a 52 × 7 + 1, así que después de tomar el resto obtenemos
{\displaystyle \left(y+\left\lfloor {\frac {y}{4}}\right\rfloor \right){\bmod {7}}.}
Esto da una fórmula más simple si uno se siente cómodo dividiendo valores grandes de y entre 4 y 7. Por ejemplo, podemos calcular
{\displaystyle \left(66+\left\lfloor {\frac {66}{4}}\right\rfloor \right){\bmod {7}}=(66+16){\bmod {7}}=82{\bmod {7}}=5}
que da la misma respuesta que en el ejemplo anterior.
Donde entra 12 es que el patrón de (y + ⌊y4⌋) mod 7 casi se repite cada 12 años. Después de 12 años, obtenemos (12 + 124) mod 7 = 15 mod 7 = 1. Si reemplazamos y por y mod 12 , estamos desperdiciando este día extra; pero agregando de nuevo en ⌊y12⌋ compensa este error, dando la fórmula final.

### El método "impar + 11"

Un diagrama de flujo simple que muestra el método "impar + 11"

Un método más simple para encontrar el día ancla del año fue descubierto en 2010 por Chamberlain Fong y Michael K. Walters, y descrito en su artículo presentado al 7.º Congreso Internacional de Matemática Industrial y Aplicada (2011). Llamado método "impar + 11", equivale a calcular
{\displaystyle \left(y+\left\lfloor {\frac {y}{4}}\right\rfloor \right){\bmod {7}}}.
Es muy adecuado para el cálculo mental, porque no requiere división entre 4 (o 12), y el procedimiento es fácil de recordar debido al uso repetido de la regla "impar + 11".
Al extender esto para obtener el día de anclaje, el procedimiento a menudo se describe como la acumulación de una T total acumulada en seis pasos, como sigue:
1. Sea T los dos últimos dígitos del año.
2. Si T es impar, suma 11.
3. Ahora sea T = T2.
4. Si T es impar, suma 11.
5. Ahora sea T = 7 − (T mod 7).
6. Cuente T días desde el día del ancla del siglo para obtener el día ancla del año

Aplicando este método al año 2005, por ejemplo, los pasos descritos serían:
1. T = 5
2. T = 5 + 11 = 16 (sumando 11 porque T es impar)
3. T = 162 = 8
4. T = 8 (no hacer nada ya que T es par)
5. T = 7 − (8 mod 7) = 7 − 1 = 6
6. Día del Juicio para 2005 = 6 + martes = lunes

La fórmula explícita para el método impar + 11 es:
{\displaystyle 7-\left[{\frac {y+11(y\,{\bmod {2}})}{2}}+11\left({\frac {y+11(y\,{\bmod {2}})}{2}}{\bmod {2}}\right)\right]{\bmod {7}}}.
Aunque esta expresión parece desalentadora y complicada, en realidad es simple debido a una subexpresión común y + 11(y mod 2)2 que solo necesita calcularse una vez.

## Correspondencia con carta dominical
Un Día del Juicio se relaciona con la letra dominical del año de la siguiente manera.
| Doomsday  | Letra dominical | Letra dominical |
| Doomsday  | Año común       | Año bisiesto    |
| --------- | --------------- | --------------- |
| Domingo   | C               | DC              |
| Lunes     | B               | CB              |
| Martes    | A               | BA              |
| Miércoles | G               | AG              |
| Jueves    | F               | GF              |
| Viernes   | E               | FE              |
| Sábado    | D               | ED              |

Busque en la tabla siguiente la letra dominical (LD):
| Cientos de años | Cientos de años    | LD | Dígitos del año restante | Dígitos del año restante | Dígitos del año restante | Dígitos del año restante | # |
| Juliano (r ÷ 7) | Gregoriano (r ÷ 4) | LD | Dígitos del año restante | Dígitos del año restante | Dígitos del año restante | Dígitos del año restante | # |
| --------------- | ------------------ | -- | ------------------------ | ------------------------ | ------------------------ | ------------------------ | - |
| r5 19           | 16 20 r0           | A  | 00 06 17 23              | 28 34 45 51              | 56 62 73 79              | 84 90                    | 0 |
| r4 18           | 15 19 r3           | G  | 01 07 12 18              | 29 35 40 46              | 57 63 68 74              | 85 91 96                 | 1 |
| r3 17           | N/A                | F  | 02 13 19 24              | 30 41 47 52              | 58 69 75 80              | 86 97                    | 2 |
| r2 16           | 18 22 r2           | E  | 03 08 14 25              | 31 36 42 53              | 59 64 70 81              | 87 92 98                 | 3 |
| r1 15           | N/A                | D  | 09 15 20 26              | 37 43 48 54              | 65 71 76 82              | 93 99                    | 4 |
| r0 14           | 17 21 r1           | C  | 04 10 21 27              | 32 38 49 55              | 60 66 77 83              | 88 94                    | 5 |
| r6 13           | N/A                | B  | 05 11 16 22              | 33 39 44 50              | 61 67 72 78              | 89 95                    | 6 |

Para el año 2017, la letra dominical es A - 0 = A.

## Resumen de todos los días del juicio final
| Mes                      | Días              | Números de semana * |
| ------------------------ | ----------------- | ------------------- |
| Enero (años comunes)     | 3, 10, 17, 24, 31 | 1–5                 |
| Enero (años bisiestos)   | 4, 11, 18, 25     | 1–4                 |
| Febrero (años comunes)   | 7, 14, 21, 28     | 6–9                 |
| Febrero (años bisiestos) | 1, 8, 15, 22, 29  | 5–9                 |
| Marzo                    | 7, 14, 21, 28     | 10–13               |
| Abril                    | 4, 11, 18, 25     | 14–17               |
| Mayo                     | 2, 9, 16, 23, 30  | 18–22               |
| Junio                    | 6, 13, 20, 27     | 23–26               |
| Julio                    | 4, 11, 18, 25     | 27–30               |
| Agosto                   | 1, 8, 15, 22, 29  | 31–35               |
| Septiembre               | 5, 12, 19, 26     | 36–39               |
| Octubre                  | 3, 10, 17, 24, 31 | 40–44               |
| Noviembre                | 7, 14, 21, 28     | 45–48               |
| Diciembre                | 5, 12, 19, 26     | 49–52               |

* En años bisiestos el nº del fin del mundo está en la norma ISO semana n. En años comunes, el día después del nº día del juicio final es en la semana n. Así, en un año común, el número de la semana del día del juicio final es uno menos si es domingo, es decir, en un año común que comienza el viernes.

## Fórmula informática para el día ancla de un año
Para uso en computadoras, las siguientes fórmulas para el día de anclaje de un año son convenientes.
Para el calendario gregoriano:
{\displaystyle {\mbox{anchor day}}={\mbox{Martes}}+y+\left\lfloor {\frac {y}{4}}\right\rfloor -\left\lfloor {\frac {y}{100}}\right\rfloor +\left\lfloor {\frac {y}{400}}\right\rfloor ={\mbox{Martes}}+5\times (y{\bmod {4}})+4\times (y{\bmod {1}}00)+6\times (y{\bmod {4}}00)}
Por ejemplo, el día del juicio final de 2009 es el sábado según el calendario gregoriano (el calendario aceptado actualmente), ya que
{\displaystyle {\mbox{Sábado (6)}}{\bmod {7}}={\mbox{Martes (2)}}+2009+\left\lfloor {\frac {2009}{4}}\right\rfloor -\left\lfloor {\frac {2009}{100}}\right\rfloor +\left\lfloor {\frac {2009}{400}}\right\rfloor }
Como otro ejemplo, el fin del mundo de 1946 es el jueves, ya que
{\displaystyle {\mbox{Jueves (4)}}{\bmod {7}}={\mbox{Martes (2)}}+1946+\left\lfloor {\frac {1946}{4}}\right\rfloor -\left\lfloor {\frac {1946}{100}}\right\rfloor +\left\lfloor {\frac {1946}{400}}\right\rfloor }
Para el calendario juliano:
{\displaystyle {\mbox{día ancla}}={\mbox{Domingo}}+y+\left\lfloor {\frac {y}{4}}\right\rfloor ={\mbox{Domingo}}+5\times (y{\bmod {4}})+3\times (y{\bmod {7}})}
Las fórmulas se aplican también para el calendario gregoriano proléptico y el calendario juliano proléptico. Usan la función de piso y la numeración de años astronómica para los años antes de Cristo.
Para comparar, vea el cálculo de un número de día juliano.

## Ciclo de 400 años de días ancla
| Siglos julianos            | Siglos julianos            | Siglos julianos            | Siglos julianos            | -1600J -900J -200J 500J 1200J 1900J 2600J 3300J                    | -1500J -800J -100J 600J 1300J 2000J 2700J 3400J | -1400J -700J 0J 700J 1400J 2100J 2800J 3500J                         | -1300J -600J 100J 800J 1500J 2200J 2900J 3600J | -1200J -500J 200J 900J 1600J 2300J 3000J 3700J                        | -1100J -400J 300J 1000J 1700J 2400J 3100J 3800J | -1000J -300J 400J 1100J 1800J 2500J 3200J 3900J                      |
| Siglos gregorianosAñosAños | Siglos gregorianosAñosAños | Siglos gregorianosAñosAños | Siglos gregorianosAñosAños | -1600 -1200 -800 -400 0 400 800 1200 1600 2000 2400 2800 3200 3600 |                                                 | -1500 -1100 -700 -300 100 500 900 1300 1700 2100 2500 2900 3300 3700 |                                                | -1400 -1000 -600 -200 200 600 1000 1400 1800 2200 2600 3000 3400 3800 |                                                 | -1300 -900 -500 -100 300 700 1100 1500 1900 2300 2700 3100 3500 3900 |
| -------------------------- | -------------------------- | -------------------------- | -------------------------- | ------------------------------------------------------------------ | ----------------------------------------------- | -------------------------------------------------------------------- | ---------------------------------------------- | --------------------------------------------------------------------- | ----------------------------------------------- | -------------------------------------------------------------------- |
| 00                         | 28                         | 56                         | 84                         | Mar.                                                               | Lun.                                            | Dom.                                                                 | Sáb.                                           | Vie.                                                                  | Jue.                                            | Mié.                                                                 |
| 01                         | 29                         | 57                         | 85                         | Mié.                                                               | Mar.                                            | Lun.                                                                 | Dom.                                           | Sáb.                                                                  | Vie.                                            | Jue.                                                                 |
| 02                         | 30                         | 58                         | 86                         | Jue.                                                               | Mié.                                            | Mar.                                                                 | Lun.                                           | Dom.                                                                  | Sáb.                                            | Vie.                                                                 |
| 03                         | 31                         | 59                         | 87                         | Vie.                                                               | Jue.                                            | Mié.                                                                 | Mar.                                           | Lun.                                                                  | Dom.                                            | Sáb.                                                                 |
| 04                         | 32                         | 60                         | 88                         | Dom.                                                               | Sáb.                                            | Vie.                                                                 | Jue.                                           | Mié.                                                                  | Mar.                                            | Lun.                                                                 |
| 05                         | 33                         | 61                         | 89                         | Lun.                                                               | Dom.                                            | Sáb.                                                                 | Vie.                                           | Jue.                                                                  | Mié.                                            | Mar.                                                                 |
| 06                         | 34                         | 62                         | 90                         | Mar.                                                               | Lun.                                            | Dom.                                                                 | Sáb.                                           | Vie.                                                                  | Jue.                                            | Mié.                                                                 |
| 07                         | 35                         | 63                         | 91                         | Mié.                                                               | Mar.                                            | Lun.                                                                 | Dom.                                           | Sáb.                                                                  | Vie.                                            | Jue.                                                                 |
| 08                         | 36                         | 64                         | 92                         | Vie.                                                               | Jue.                                            | Mié.                                                                 | Mar.                                           | Lun.                                                                  | Dom.                                            | Sáb.                                                                 |
| 09                         | 37                         | 65                         | 93                         | Sáb.                                                               | Vie.                                            | Jue.                                                                 | Mié.                                           | Mar.                                                                  | Lun.                                            | Dom.                                                                 |
| 10                         | 38                         | 66                         | 94                         | Dom.                                                               | Sáb.                                            | Vie.                                                                 | Jue.                                           | Mié.                                                                  | Mar.                                            | Lun.                                                                 |
| 11                         | 39                         | 67                         | 95                         | Lun.                                                               | Dom.                                            | Sáb.                                                                 | Vie.                                           | Jue.                                                                  | Mié.                                            | Mar.                                                                 |
| 12                         | 40                         | 68                         | 96                         | Mié.                                                               | Mar.                                            | Lun.                                                                 | Dom.                                           | Sáb.                                                                  | Vie.                                            | Jue.                                                                 |
| 13                         | 41                         | 69                         | 97                         | Jue.                                                               | Mié.                                            | Mar.                                                                 | Lun.                                           | Dom.                                                                  | Sáb.                                            | Vie.                                                                 |
| 14                         | 42                         | 70                         | 98                         | Vie.                                                               | Jue.                                            | Mié.                                                                 | Mar.                                           | Lun.                                                                  | Dom.                                            | Sáb.                                                                 |
| 15                         | 43                         | 71                         | 99                         | Sáb.                                                               | Vie.                                            | Jue.                                                                 | Mié.                                           | Mar.                                                                  | Lun.                                            | Dom.                                                                 |
| 16                         | 44                         | 72                         |                            | Lun.                                                               | Dom.                                            | Sáb.                                                                 | Vie.                                           | Jue.                                                                  | Mié.                                            | Mar.                                                                 |
| 17                         | 45                         | 73                         |                            | Mar.                                                               | Lun.                                            | Dom.                                                                 | Sáb.                                           | Vie.                                                                  | Jue.                                            | Mié.                                                                 |
| 18                         | 46                         | 74                         |                            | Mié.                                                               | Mar.                                            | Lun.                                                                 | Dom.                                           | Sáb.                                                                  | Vie.                                            | Jue.                                                                 |
| 19                         | 47                         | 75                         |                            | Jue.                                                               | Mié.                                            | Mar.                                                                 | Lun.                                           | Dom.                                                                  | Sáb.                                            | Vie.                                                                 |
| 20                         | 48                         | 76                         |                            | Sáb.                                                               | Vie.                                            | Jue.                                                                 | Mié.                                           | Mar.                                                                  | Lun.                                            | Dom.                                                                 |
| 21                         | 49                         | 77                         |                            | Dom.                                                               | Sáb.                                            | Vie.                                                                 | Jue.                                           | Mié.                                                                  | Mar.                                            | Lun.                                                                 |
| 22                         | 50                         | 78                         |                            | Lun.                                                               | Dom.                                            | Sáb.                                                                 | Vie.                                           | Jue.                                                                  | Mié.                                            | Mar.                                                                 |
| 23                         | 51                         | 79                         |                            | Mar.                                                               | Lun.                                            | Dom.                                                                 | Sáb.                                           | Vie.                                                                  | Jue.                                            | Mié.                                                                 |
| 24                         | 52                         | 80                         |                            | Jue.                                                               | Mié.                                            | Mar.                                                                 | Lun.                                           | Dom.                                                                  | Sáb.                                            | Vie.                                                                 |
| 25                         | 53                         | 81                         |                            | Vie.                                                               | Jue.                                            | Mié.                                                                 | Mar.                                           | Lun.                                                                  | Dom.                                            | Sáb.                                                                 |
| 26                         | 54                         | 82                         |                            | Sáb.                                                               | Vie.                                            | Jue.                                                                 | Mié.                                           | Mar.                                                                  | Lun.                                            | Dom.                                                                 |
| 27                         | 55                         | 83                         |                            | Dom.                                                               | Sáb.                                            | Vie.                                                                 | Jue.                                           | Mié.                                                                  | Mar.                                            | Lun.                                                                 |

Dado que en el calendario gregoriano hay 146097 días, o exactamente 20871 semanas de siete días, en 400 años, el día ancla se repite cada cuatro siglos. Por ejemplo, el día del ancla de 1700-1799 es el mismo que el día del ancla de 2100-2199, es decir, el domingo.
El ciclo completo de 400 años de días del juicio final se muestra en la tabla adyacente. Los siglos son para el calendario gregoriano y gregoriano proléptico, a menos que estén marcados con una J para el juliano. Se destacan los años bisiestos gregorianos.
Los años negativos utilizan una numeración astronómica de años. El año 25AC es −24, que se muestra en la columna de −100J (proléptico juliano) o −100 (proléptico gregoriano), en la fila 76.
|                   | Domingo | Lunes | Martes | Miércoles | Jueves | Viernes | Sábado | Total |
| ----------------- | ------- | ----- | ------ | --------- | ------ | ------- | ------ | ----- |
| Años no bisiestos | 43      | 43    | 43     | 43        | 44     | 43      | 44     | 303   |
| Años bisiestos    | 13      | 15    | 13     | 15        | 13     | 14      | 14     | 97    |
| Total             | 56      | 58    | 56     | 58        | 57     | 57      | 58     | 400   |

Un año bisiesto con el lunes como día del juicio final significa que el domingo es uno de los 97 días omitidos en la secuencia de 400 años. Por lo tanto, el número total de años con el domingo como día del juicio final es 71 menos el número de años bisiestos con el lunes como día del juicio final, etc. Dado que el lunes como día del juicio final se salta el 29 de febrero de 2000 y el patrón de días bisiestos es simétrico con respecto a ese día bisiesto, las frecuencias de los días del juicio final por día de la semana (sumando los años comunes y bisiestos) son simétricos con respecto al lunes. Las frecuencias de los días del juicio final de los años bisiestos por día de la semana son simétricas con respecto al día del juicio final de 2000, martes.
La frecuencia de una fecha particular en un día de la semana en particular se puede derivar fácilmente de lo anterior (para una fecha del 1 de enero al 28 de febrero, relacione con el día del juicio final del año anterior).
Por ejemplo, el 28 de febrero es un día después del día del juicio final del año anterior, por lo que es 58 veces cada martes, jueves y domingo, etc. El 29 de febrero es el día del juicio final de un año bisiesto, por lo que es 15 veces cada uno los lunes y miércoles. etc.

### Ciclo de 28 años
Con respecto a la frecuencia de los días del juicio final en un ciclo juliano de 28 años, hay 1 año bisiesto y 3 años comunes para cada día de la semana, los últimos 6, 17 y 23 años después del primero (es decir, con intervalos de 6, 11, 6 y 5 años; no distribuidos uniformemente porque después de 12 años el día se salta en la secuencia de días del juicio final).[cita requerida] El mismo ciclo se aplica para cualquier fecha dada desde el 1 de marzo que cae en un día de la semana en particular.
Para cualquier fecha determinada hasta el 28 de febrero que coincida con un día de la semana en particular, los 3 años comunes son 5, 11 y 22 años después del año bisiesto, es decir, con intervalos de 5, 6, 11 y 6 años. Por lo tanto, el ciclo es el mismo, pero con el intervalo de 5 años después del año bisiesto en lugar de antes.
Por lo tanto, para cualquier fecha excepto el 29 de febrero, los intervalos entre los años comunes que caen en un día de la semana en particular son 6, 11, 11. Ver, por ejemplo, en la parte inferior de la página Año común que comienza el lunes los años en el rango 1906–2091.
Para el 29 de febrero que cae en un día de la semana en particular, solo hay uno de cada 28 años y, por supuesto, es un año bisiesto.

### Calendario juliano
El calendario gregoriano actualmente se alinea con precisión con eventos astronómicos como los solsticios. En 1582 se instituyó por primera vez esta modificación del calendario juliano. Para corregir la deriva del calendario, se omitieron 10 días, por lo que el día del juicio final retrocedió 10 días (es decir, 3 días): el jueves 4 de octubre (juliano, el día del juicio final es el miércoles) fue seguido por el viernes 15 de octubre (gregoriano, el día del juicio final es el domingo). La tabla incluye los años del calendario juliano, pero el algoritmo es solo para los calendarios gregoriano y gregoriano proléptico.
Téngase en cuenta que el calendario gregoriano no se adoptó simultáneamente en todos los países, por lo que durante muchos siglos, diferentes regiones usaron fechas diferentes para el mismo día.

## Ejemplos completos

### Ejemplo 1 (1985)
Suponga que quiere saber el día de la semana del 18 de septiembre de 1985. Empieza con el día del ancla del siglo, el miércoles. A esto, añadir a, b, y c anteriormente:
- a es el piso de 8512, que es 7.
- b es 85 mod 12, que es 1.
- c es el piso de b4, que es 0.

Esto produce a + b + c = 8. Contando 8 días desde el miércoles, llegamos al jueves, que es el día del juicio final en 1985. (Utilizando números: en aritmética de módulo 7, 8 es congruente con 1. Porque el día ancla del siglo es el miércoles (índice 3) y 3 + 1 = 4 , el día del juicio final en 1985 era el jueves (índice 4)). Ahora comparamos el 18 de septiembre con un día del juicio final cercano, el 5 de septiembre. Vemos que el día 18 es 13 después de un día del juicio final, es decir, un día menos de dos semanas. Por lo tanto, el día 18 era miércoles (el día anterior al jueves). (Usando números: en aritmética módulo 7, 13 es congruente con 6 o, más sucintamente, -1. Por lo tanto, quitamos uno del día del juicio final, el jueves, para encontrar que el 18 de septiembre de 1985 fue un miércoles).

### Ejemplo 2 (otros siglos)
Suponga que desea encontrar el día de la semana en que estalló la guerra civil estadounidense en Fort Sumter, que fue el 12 de abril de 1861. El día ancla para el siglo fue 99 días después del jueves o, en otras palabras, el viernes (calculado como (18 + 1) × 5 + ⌊184⌋; o simplemente véase la tabla, arriba, que enumera los días ancla del siglo). Los dígitos 61 dieron un desplazamiento de seis días, por lo que el día del juicio final fue el jueves. Por lo tanto, el 4 de abril fue jueves y el 12 de abril, ocho días después, fue viernes.